# Rhynchospora ignorata
Rhynchospora ignorata är en halvgräsart som beskrevs av Johann Otto Boeckeler. Rhynchospora ignorata ingår i släktet småag, och familjen halvgräs. Inga underarter finns listade i Catalogue of Life.